# Замок Дромаг
Замок Дромаг (англ. Dromagh Castle, Castle of the O'Keeffes at Dromagh) — замок О'Кіфф на Дромаг — один із замків Ірландії, розташований в графстві Корк, біля дороги між селищами Бантір та Богербу. Нині замок лежить в руїнах.

## Історія замку Дромаг
Замок Дромаг належав ірландському клану О'Кіфф. Замок збудований в XVI столітті. Місцеві легенди розповідають, що в давні часи за цю територію велися війни між кланами О'Салліван Беар та О'Кіфф. Клан О'Кіфф колись був потужним ірландским кланом, володів крім замку Дромаг замками Дуарігл, Дромінах, Агейн, Баллімаквірк, Куллен, контролював міст Ногавал Брідж. Колись клан О'Кіфф володів величезними землями. Клан О'Кіфф походив від давнього клану Еогнахта. Але після англо-норманського завоювання Ірландії 1171 року клан О'Кіфф втратив більшість своїх земель і змушений був відступити на захід. Замок Дромаг довгий час був головною резиденцією вождів клану О'Кіфф. Клан О'Кіфф походить від Каойма мак Фіонгуйне, що загинув у 908 році в битві. Згідно легенди йому допомагав друїд Мог Руйх під час війн. Каойм був одружений з Кліоною — місцевою феєю. Загалом родовід вождів клану О'Кіфф плутаний і суперечливий. Відомо, що Арт О'Каойм отримав грамоту на володіння цими землями в 1582 році. Можливо замок Дромаг був побудований саме тоді. Відомо, що вождь клану О'Кіфф — Аод О'Каойм не підтримав повстання Десмонда і помер у пошуках графа Десмонда. Незабаром після цього вождь клану О'Кіфф Арт мак Донал мак Арт був вбитий. Вождем клану став його син Арт Ог (пом. 1610 року). Потім замком володів Донал мак Манус (пом. 1636 року).
Замок Дромаг був зруйнований під час війни за незалежність Ірландії — він став ареною боїв 19 березня 1921 року.
Замок є одним із найдавніших замків баронства Дугаллоу. Замок оточений мурами, на кутах яких стояли башти. Внутрішній діаметр кожної вежі більше 15 футів. Стіни товщиною більше 5 футів. Башти висотою більше 50 футів. Ворота розташовані на східній і західній сторонах замку. Кожен вхід в замок мав подвійні ворота укріплені залізними пластинами. У центрі двору замку був внутрішній замок висотою п'ять поверхів — житловий, баштового типу. Внутрішній замок не зберігся. Між внутрішнім замком і стіною був рів, навколо мурів був зовнішній рів.
У 1641 році спалахнуло повстання за незалежність Ірландії, над замком замайорів прапор Ірландської конфедерації. У ті часи замком володів Х'ю О'Кіфф, якого називали Х'ю Пасхаліс. Він був відчайдушним і сміливим воякою та авантюристом. Якось він потрапив в полон до англійців і дав слово, що не втече. Але раптом сказав присутнім: «Джентльмени, я вас помітив. Я зникаю.» І вискочив з вікна. Замок штурмували англійські війська Олівера Кромвеля. Замок був захоплений. Існує легенда про те, що під час штурму потрапили в полон 15 захисників замку і всі вони були повішені в той же день. Але решта вцілілих захисників замку втекли через підземний хід, що вів на територію, де нині стоїть ферма Вільяма Гатнетта. Є ще легенда, яка стверджує, що частина захисників замку кинулась в колодязь, щоб тільки не потрапити в полон до солдат Кромвеля. Після поразки повстання у 1651 році замок був конфіскований в клану О'Кіфф і дарований аристократичній родині Лідер. У 1652 році англійські війська дозволили Х'ю Пасхальному безперешкодно марширувати на чолі озброєного до зубів загону на допомогу останнім ірландським повстанцям, що продовжували чинити опір в землях Мускеррі. Під час цих подій замок був сильно пошкоджений, але потім був відремонтований. Під час розкопок біля замку були знайдені гарматні ядра тих часів.
В часи так званих вільямітських (якобітських) війн кінця XVII століття клан О'Кіфф підтримав короля католика Джеймса (Якова) ІІ, після поразки якого більшість людей клану О'Кіфф пішли у вигнання до Франції. Людина клану О'Кіфф Донал а Раска вів партизанську боротьбу з англійською владою, жив у печері аж доки не був вбитий жінкою на ймення Майгред ні Келлайг, яка його спочатку підтримувала, але потім виник конфлікт і зрада. Ця трагічна історія стала місцевою легендою. Так чи інакше, але після вільямітських війн клан О'Кіфф остаточно втратив свої землі. Частиною земель клану О'Кіфф володів клан О'Лірі.
У 1815 році Сміт писав, що в замку Дромаг живе містер Філлпот. Протягом всього ХІХ століття замок продовжував знаходитись у власності родини Лідер. У 1906 році замок оцінили в 27 фунтів стерлінгів, в замку в той час жив Вільям Н. Лідер.
Під час боїв ІРА з англійською армією в 1921 році замок згорів.
Колись на одному з каменів замку був напис ірландською мовою. Коли напис ще існував вдалося розшифрувати лише кілька літер — l, f, g, t.